# USS William D. Porter (DD-579)
USS William D. Porter (DD-579) là một tàu khu trục lớp Fletcher được Hải quân Hoa Kỳ chế tạo trong Chiến tranh Thế giới thứ hai. Nó là chiếc tàu chiến duy nhất của Hải quân Mỹ được đặt theo tên Thiếu tướng Hải quân William D. Porter (1808–1864), người tham gia cuộc Nội chiến Hoa Kỳ. Nó hoạt động cho đến gần hết Thế Chiến II, khi bị máy bay tấn công cảm tử Kamikaze đánh chìm ngoài khơi Okinawa ngày 10 tháng 6 năm 1945. Nó được tặng thưởng bốn Ngôi sao Chiến trận do thành tích phục vụ trong Thế Chiến II.

## Thiết kế và chế tạo
William D. Porter được đặt lườn tại xưởng tàu của hãng Consolidated Steel Corporation ở Orange, Texas vào ngày 7 tháng 5 năm 1942. Nó được hạ thủy vào ngày 27 tháng 9 năm 1942; được đỡ đầu bởi cô Mary Elizabeth Reeder; và nhập biên chế vào ngày 6 tháng 7 năm 1943 dưới quyền chỉ huy của Hạm trưởng, Thiếu tá Hải quân Wilfred A. Walter.

## Lịch sử hoạt động

### Mặt trận Đại Tây Dương
William D. Porter rời Orange không lâu sau khi nhập biên chế, và sau các chặng dừng tại Galveston, Texas và Algiers, Louisiana, đã đi đến vịnh Guantánamo, Cuba vào ngày 30 tháng 7 năm 1943 để chạy thử máy. Hoàn tất việc chạy thử máy một tháng sau đó, và sau một chặng dừng ngắn tại Bermuda, con tàu tiếp tục đi đến Charleston, South Carolina, đến nơi vào ngày 7 tháng 9. Nó hoàn tất việc sửa chữa sau thử máy tại Charleston và lên đường đi Norfolk, Virginia vào cuối tháng. Trong năm tuần lễ tiếp theo, nó hoạt động từ Norfolk, thực hành tập trận cùng tàu sân bay Intrepid (CV-11) và các tàu chiến khác của Hạm đội Đại Tây Dương.
Vào ngày 12 tháng 11, William D. Porter rời Norfolk để gặp gỡ Iowa (BB-61). Chiếc thiết giáp hạm đang trên đường đi sang Bắc Phi chuyên chở Tổng thống Franklin D. Roosevelt đi tham dự các hội nghị Cairo và Tehran. Ngày hôm sau, một quả mìn sâu trên sàn tàu William D. Porter rơi xuống biển và phát nổ, buộc Iowa và các tàu hộ tống khác phải cơ động né tránh vì suy đoán rằng lực lượng đặc nhiệm đang bị tàu ngầm U-boat Đức Quốc xã tấn công bằng ngư lôi. Tuy nhiên những nguồn khác không khẳng định sự kiện này: Nhật ký hải hành của cả William D. Porter lẫn Iowa không ghi nhận sự kiện bị mất mìn sâu hay truy tìm tàu ngầm U-boat vào ngày 13 tháng 11; nhưng ghi nhận William D. Porter bị hỏng nồi hơi số 3 khiến con tàu bị rơi lại phía sau đội hình, cho đến khi nồi hơi số 4 được đưa vào sử dụng.
Vào ngày 14 tháng 11, theo yêu cầu của Roosevelt, Iowa tiến hành thực tập phòng không để thể hiện khả năng tự bảo vệ mình. Việc thực tập tiến hành bằng cách thả một số bong bóng sử dụng như là mục tiêu; trong khi phần lớn chúng bị xạ thủ bên trên chiếc thiết giáp hạm bắn trúng, một ít bị thổi bay về phía William D. Porter và cũng bị chiếc tàu khu trục bắn rơi. Cùng với các tàu khu trục khác, nó cũng thao diễn một cuộc thực tập ngư lôi bằng cách mô phỏng phóng ngư lôi về phía Iowa. Tuy nhiên do sai sót của thủy thủ đoàn không chuyển sang chế độ mô phỏng khi thực hành, một quả ngư lôi từ bệ số 2 bên trên William D. Porter đã bị đẩy ra khỏi ống phóng và hướng thẳng về phía chiếc thiết giáp hạm.
William D. Porter tìm cách báo hiệu cho Iowa về việc quả ngư lôi đang hướng đến, nhưng do mệnh lệnh phải giữ im lặng vô tuyến, tín hiệu đèn được truyền đi. Tuy nhiên, chiếc tàu khu trục thoạt tiên nhận định sai về hướng đi của quả ngư lôi, và sau đó lại truyền đi sai thông điệp, báo cho Iowa là William D. Porter đang chuẩn bị, thay vì quả ngư lôi đã được phóng. Trong hoàn cảnh tuyệt vọng, chiếc tàu khu trục phá luật im lặng vô tuyến, dùng mật mã cảnh báo cho Iowa là quả ngư lôi đang tiến đến. Sau khi nhận dạng chiếc tàu khu trục, bẻ lái gấp để né tránh quả ngư lôi; và Roosevelt khi được báo cáo về quả ngư lôi đang hướng đến đã yêu cầu các mật vụ bảo vệ ông đẩy xe lăn của ông ra mạn chiếc thiết giáp hạm, để ông có thể quan sát. Không lâu sau, quả ngư lôi phát nổ trên sóng của con tàu cách 3.000 yd (2.700 m) về phía đuôi của Iowa. Chiếc thiết giáp hạm không bị hư hại, nhưng theo tin đồn, nó xoay các khẩu pháo nhắm vào William D. Porter do nghi ngờ chiếc tàu khu trục can dự vào một âm mưu ám sát Tổng thống. Điều này sau đó được chứng minh là không có thật, nhưng do hậu quả của việc bắn nhầm này, các con tàu thường chào William D. Porter bằng câu: "Đừng bắn! Chúng tôi là Cộng Hoà!"  Toàn bộ sự kiện diễn ra chỉ trong khoảng bốn phút, từ khi quả ngư lôi được phóng lúc 14 giờ 36 phút cho đến khi nó kích nổ lúc 14 giờ 40 phút.
Sau các sự kiện này, Hạm trưởng của William D. Porter và toàn bộ thủy thủ đoàn bị lưu giữ để điều tra, lần đầu tiên trong lịch sử Hải quân Hoa Kỳ. Con tàu cùng thủy thủ đoàn được lệnh đi đến Bermuda để được thẩm vấn về sự cố liên quan đến Iowa. Sĩ quan ngư lôi Lawton Dawson, người đã không tháo kíp nổ liều thuốc phóng quả ngư lôi khiến nó bị phóng đến Iowa, bị phạt lao động khổ sai; nhưng cuối cùng được Tổng thống Roosevelt can thiệp ân xá, vì ông cho rằng đây chỉ là tai nạn. Trái ngược với thông tin truyền bá trên mạng, Thiếu tá Wilfred A. Walter không bị cách chức sau sự cố này, tiếp tục chỉ huy con tàu cho đến ngày 30 tháng 5 năm 1944; ông chuyển sang chỉ huy các con tàu khác trong chiến tranh và cuối cùng thăng đến quân hàm Chuẩn đô đốc. William D. Porter ở lại Bermuda từ ngày 16 đến ngày 23 tháng 11, không có ghi chép gì về việc Quân Cảnh bắt giữ toàn bộ thủy thủ đoàn.
Vào ngày 25 tháng 11, William D. Porter quay trở về Norfolk, chuẩn bị để được điều động sang Mặt trận Thái Bình Dương. Nó lên đường vào ngày 4 tháng 12, ghé qua và đi đến vùng kênh đào Panama vào ngày 12 tháng 12; và sau khi băng qua kênh đào, nó hướng đến San Diego, California, nơi nó dừng lại từ ngày 19 đến ngày 21 tháng 12, được chuẩn bị quần áo ấm và các tiếp liệu cần thiết để phục vụ tại khu vực quần đảo Aleut giá lạnh.

### Chiến dịch Bắc Thái Bình Dương
Vào ngày 29 tháng 12, William D. Porter đi đến Dutch Harbor thuộc đảo Unalaska để gia nhập Lực lượng Đặc nhiệm 94. Từ ngày 2 đến ngày 4 tháng 1 năm 1944, nó di chuyển từ Dutch Harbor đến Adak, nơi nó tiến hành huấn luyện cho đến khi lên đường sang quần đảo Hawaii vào ngày 7 tháng 1. Đi đến Trân Châu Cảng vào ngày 22 tháng 1, nó ở lại đây cho đến ngày 1 tháng 2, khi nó ra khơi hộ tống cho chiếc tàu tiếp liệu khu trục Black Hawk (AD-9) đi Adak. Hai con tàu đến nơi chín ngày sau đó, nơi chiếc tàu khu trục hoạt động trong bốn tháng tiếp theo cùng Lực lượng Đặc nhiệm 94 mà không sự cố gì. Nó đi lại giữa nhiều đảo khác nhau trong chuỗi quần đảo Aleut, phục vụ chủ yếu trong vai trò hộ tống chống tàu ngầm. Trung tá Hải quân Charles M. Keyes thay phiên cho Thiếu tá Walter chỉ huy con tàu vào ngày 30 tháng 5.
William D. Porter  cùng các tàu khác thuộc Lực lượng Đặc nhiệm 94 khởi hành từ Attu vào ngày 10 tháng 6 để hướng sang quần đảo Kuril; họ đi đến nơi vào sáng ngày 13 tháng 6, và bắt đầu bắn phá mục tiêu. đảo Matsuwa, lúc 05 giờ 13 phút. Sau phút, radar của nó phát hiện một tàu trên mặt nước không rõ nhận dạng, tiếp cận nhanh từ phía đuôi bên mạn trái với tốc độ lên đến 55 kn (102 km/h). Nhận định đây có thể là một xuồng phóng lôi của đối phương, con tàu ngừng bắn vào Matsuwa để tập trung hỏa lực vào mục tiêu mới. Ít lâu sau mục tiêu biến mất trên màn hình radar, có thể đã bị hỏa lực của Lực lượng Đặc nhiệm 94 tiêu diệt. Không lâu sau đó, lực lượng hoàn tất nhiệm vụ và rút lui từ Kuril về Attu để tiếp nhiên liệu.
Vào ngày 24 tháng 6, chiếc tàu khu trục lại cùng Lực lượng Đặc nhiệm 94 rời Attu cho nhiệm vụ thứ hai tại khu vực Kuril. Sau hai ngày ngoài khơi với thời tiết sương mù càng lúc càng dày đặc, nó đi đến ngoài khơi Paramushiro vào ngày 26 tháng 6. Trong hoàn cảnh sương mù làm giảm tầm nhìn xuống chỉ còn 200 yd (180 m), nó bắn phá trước khi cùng lực lượng rút lui về quần đảo Aleut. Trong một tháng tiếp theo, nó thực hành và huấn luyện giữa hai lượt tấn công, và đến ngày 1 tháng 8, nó rời vịnh Kuluk cho đợt bắn phá cuối cùng xuống quần đảo Kuril. Vào ngày thứ hai, một máy bay ném bom hai động cơ lượn vòng bên trên lực lượng đặc nhiệm và bị hỏa lực phòng không từ các con tàu đánh đuổi. Đây là hoạt động tác chiến duy nhất được ghi nhận, bởi do thời tiết xấu và sự phát hiện của máy bay trinh sát đối phương, nhiệm vụ bắn phá bị hủy bỏ. Con tàu thả neo tại vịnh Massacre tại Attu vào ngày 4 tháng 8.
Sau một tháng làm nhiệm vụ tuần tra chống tàu ngầm, William D. Porter rời khu vực quần đảo Aleut cho một đợt đại tu ngắn tại San Francisco, trước khi được điều động sang khu vực Tây Thái Bình Dương. Nó hoàn tất việc sửa chữa và rời San Francisco vào ngày 27 tháng 9, đi đến Oahu thuộc quần đảo Hawaii vào ngày 2 tháng 10, và bắt đầu hoạt động huấn luyện tại khu vực Trân Châu Cảng. Con tàu tiếp tục hành trình sang phía Tây vào ngày 18 tháng 10, đi đến cảng Seeadler trên đảo Manus thuộc quần đảo Admiralty mười hai ngày sau đó, rồi khởi hành vào đầu tháng 11 để hộ tống cho chiếc Alshain (AK-55) đi đến đảo Leyte thuộc Philippines ngang qua Hollandia.

### Chiến dịch Philippines
Cho dù William D. Porter đi đến khu vực Tây Thái Bình quá trễ để tham gia cuộc đổ bộ ban đầu lên Leyte, chiến sự vẫn còn đang diễn ra khi nó đi đến vịnh San Pedro. Không lâu sau khi nó đến nơi, máy bay đối phương xuất hiện để tấn công các con tàu tại nơi thả neo. Chiếc máy bay thứ nhất trúng đạn phòng không của một tàu khu trục gần đó trước khi bay đến tầm bắn của nó; và khi chiếc thứ hai xuất hiện, các khẩu pháo 5-inch của chiếc tàu khu trục cùng hỏa lực phòng không của các tàu vận chuyển đã bắn nó nổ tung ngay trên không.
Trong thời gian còn lại của năm, William D. Porter hộ tống tàu bè đi lại giữa Leyte, Hollandia, Manus, Bougainville và Mindoro. Vào ngày 21 tháng 12, nó lại phải đối đầu với không lực đối phương. Hai máy bay đã bổ nhào và ném nhiều quả bom cạnh đoàn tàu vận tải. Chiếc tàu khu trục đã khai hỏa dàn pháo chính nhắm vào chúng, nhưng không trúng; các quả bom rơi ở khoảng cách rất xa, và những máy bay đối phương không bị hư hại gì và bỏ đi. Không lâu sau, bốn kẻ tấn công khác lại xuất hiện; William D. Porter tập trung hỏa lực vào hai chiếc gần nhất, một chiếc bị nó bắn rơi trong khi chiếc kia bị hỏa lực của các tàu hộ tống khác tiêu diệt. Hai chiếc còn lại phải bỏ đi. Từ đó cho đến nữa đêm, máy bay đối phương tiếp tục lãng vãng theo dõi nhưng không tấn công. Trước bình minh ngày hôm sau, nó bắt gặp và tiêu diệt một sà lan đổ bộ đối phương đã bị bỏ lại. Sau khi hoàn tất nhiệm vụ vận chuyển đến Mindoro, con tàu quay trở lại vịnh San Pedro vào ngày 26 tháng 12, bắt đầu chuẩn bị cho cuộc đổ bộ tiếp theo lên Luzon.
Trong cuộc đổ bộ lên vịnh Lingayen, được phân về Đội Hỗ trợ hỏa lực Lingayen trực thuộc Đội đặc nhiệm Hỗ trợ hỏa lực và Bắn phá 77.2 dưới quyền Phó đô đốc Jesse B. Oldendorf. Nó rời vịnh San Pedro vào ngày 2 tháng 1 năm 1945, gia nhập đơn vị trong vịnh Leyte vào ngày hôm sau. Lực lượng băng qua eo biển Surigao rồi vượt biển Mindanao, vòng qua mũi phía Nam của đảo Negros, rồi đi lên hướng Bắc dọc theo bờ biển phía Tây của Negros, Panay, Mindoro, và cuối cùng là Luzon.
Vào lúc lực lượng đi đến ngoài khơi bờ biển Tây Nam Luzon, họ lọt vào tầm hoạt động hiệu quả của máy bay đối phương đặt căn cứ trên đất liền tại Luzon. Bắt đầu từ sáng ngày 5 tháng 1, lực lượng chịu đựng những cuộc không kích, kể cả máy bay Kamikaze tấn công cảm tử. William D. Porter đã không có hoạt động nào trong giai đoạn đầu của cuộc tấn công, vì máy bay tiêm kích tuần tra chiến đấu trên không (CAP) đã hoạt động hiệu quả trong việc ngăn chặn máy bay đối phương. Tuy nhiên đợt tấn công cuối cùng đã lọt qua hàng rào CAP lúc 16 giờ 50 phút, tấn công các con tàu. Chiếc tàu khu trục đã nổ súng vào ba kẻ tấn công lúc 17 giờ 13 phút, nhưng do trời tối nên không thể đánh giá kết quả. Trong đợt tấn công này, tàu tuần dương hạng nặng Louisville (CA-28) và tàu sân bay hộ tống Manila Bay (CVE-61) chịu đựng những hư hại đáng kể do những cú đâm Kamikaze tự sát.
Trước bình minh ngày 6 tháng 1, William D. Porter cùng đơn vị của mình tiến vào vịnh Lingayen bắt đầu bắn phá chuẩn bị. Suốt ngày hôm đó họ chịu đựng những đợt không kích lẽ tẽ, và đến chiều tối nó bắt đầu nổ súng vào các khẩu đội pháo bờ biển bảo vệ các lối tiếp cận các bãi đổ bộ. Lúc 17 giờ 38 phút, nó bắn rơi một máy bay riêng lẽ đối phương, rồi thêm một máy bay ném bom Mitsubishi G4M "Betty" hai động cơ bị bắn rơi hai mươi phút sau đó. Con tàu quay trở lại nhiệm vụ chính của mình để bắn phá bờ biển sau đó.
Sau cuộc đổ bộ vào ngày 9 tháng 1, William D. Porter chuyển sang bắn hỏa lực theo yêu cầu và bắn phá quấy rối ban đêm để hỗ trợ cho binh lính trên bờ. Từ ngày 11 đến ngày 18 tháng 1, nó cùng Đội đặc nhiệm 77.2 canh phòng ngoài khơi vịnh để bảo vệ chống can thiệp của tàu nổi đối phương. Vào ngày 18 tháng 1, nó lại tiến vào trong vịnh để hỗ trợ hỏa lực cho lực lượng trên bờ đồng thời bảo vệ phòng không và chống tàu ngầm cho khu vực vận chuyển. Vào ngày 3 tháng 2, nó phá hủy các sà lan đối phương bị bỏ lại nhằm đảm bảo chúng không được sử dụng để chống lại lực lượng tấn công hay triệt thoái lực lượng. Chiếc tàu khu trục tiếp nối nhiệm vụ tuần tra phòng không và chống tàu ngầm cho đến ngày 15 tháng 2, khi nó rời vịnh Lingayen cùng các chiếc Lindenwald (LSD-6) và Epping Forest (LSD-4) để đi Guam.

### Trận Okinawa

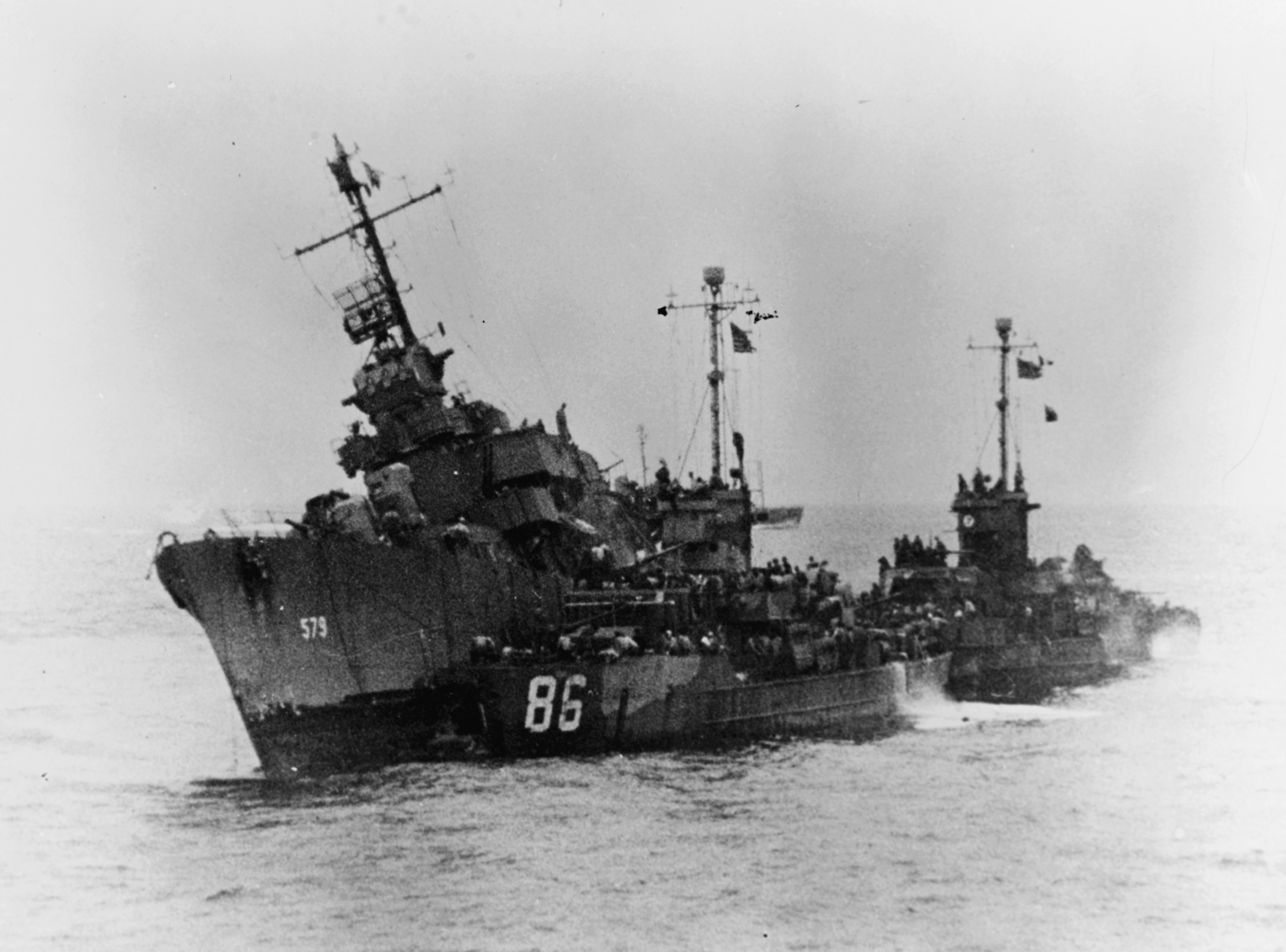
William D. Porter bị hư hại và nghiêng nặng. Các tàu đổ bộ và (phía sau) đang trợ giúp.

Sau khi quay trở lại vịnh Lingayen một thời gian ngắn, William D. Porter chuyển đến Leyte để chuẩn bị cho cuộc tấn công tiếp theo lên Okinawa. Nó ở lại Leyte trong nữa đầu tháng 3, rồi gia nhập đơn vị hỗ trợ hỏa lực phối thuộc cùng Đội tấn công phía Tây để thực hành tác xạ trong một tuần tại đảo Cabugan. Con tàu rời Philippines vào ngày 21 tháng 3, đi đến khu vực quần đảo Ryūkyū vào sáng ngày 25 tháng 3, và bắt đầu hỗ trợ cho việc chiếm đóng Kerama Retto vốn không bị kháng cự. Từ ngày 25 tháng 3 đến ngày 1 tháng 4, nó bảo vệ phòng không và chống tàu ngầm cho tàu bè tại khu vực thả neo Kerama, đồng thời làm nhiệm vụ hỗ trợ hỏa lực nhằm dập tắt sự kháng cự yếu ớt của đối phương tại Kerama Retto.
Tuy nhiên, khi cuộc đổ bộ chính lên Okinawa diễn ra vào sáng ngày 1 tháng 4, William D. Porter được điều sang Lực lượng Đặc nhiệm 54, lực lượng Hỏa lực và Hỗ trợ dưới quyền Chuẩn đô đốc Morton L. Deyo. Nó bắn pháo trợ giúp cho binh lính trên bờ trong chiến dịch chiếm đóng, và tuần tra chống tàu ngầm và phòng không để bảo vệ các tàu chiến chủ lực thuộc Lực lượng Đặc nhiệm 54, cũng như bảo vệ cho hoạt động của các tàu quét mìn. Từ ngày 1 tháng 4 đến ngày 5 tháng 5, chiếc tàu khu trục đã tiêu phí hơn 8.500 quả đạn pháo 5 inch cho cả các mục tiêu trên bờ lẫn máy bay đối phương, chống trả vô số cuộc không kích tự sát và bắn hạ năm máy bay tấn công.
Các cuộc không kích liên tục xuất phát từ Đài Loan và Kyūshū đã khiến Hải quân Hoa Kỳ phải thành lập một vòng đai các tàu cột mốc radar canh phòng chung quanh Okinawa; và William D. Porter được điều sang nhiệm vụ này vào đầu tháng 5. Từ ngày 5 tháng 5 đến ngày 9 tháng 6, nó làm nhiệm vụ cảnh báo cho hạm đội về các đợt không kích của đối phương đang tiếp cận, và dẫn đường cho những máy bay tiêm kích tuần tra chiến đấu trên không (CAP) đến ngăn chặn những kẻ tấn công. Bản thân nó đã bắn rơi một máy bay đối phương bằng hỏa lực phòng không, và máy do nó dẫn đường đã tiêu diệt thêm bảy chiếc khác. Trong khi nả pháo nhắm vào đối phương, hỏa lực của nó vô tình bắn nhầm và gây hư hại cho tàu khu trục Luce (DD-522).
Vào ngày 10 tháng 6 năm 1945, William D. Porter trở thành nạn nhân của một máy bay tấn công cảm tử Kamikaze. Lúc 08 giờ 15 phút, một máy bay ném bom bổ nhào Aichi D3A "Val" bất ngờ ló ra khỏi mây và hướng thẳng đến chiếc tàu khu trục. Con tàu cơ động để né tránh cú tấn công tự sát, và chiếc máy bay đâm xuống biển bên cạnh con tàu. Tuy nhiên chiếc máy bay chất đầy thuốc nổ ở ngay bên dưới con tàu khi nó phát nổ, nên con tàu bị vụ nổ dưới nước nhấc bổng lên rồi đập xuống, khiến bị mất áp lực hơi nước và điện năng; một số đám cháy bùng phát. Thủy thủ đoàn đã ra sức chiến đấu dập lửa và khắc phục hư hỏng trong ba giờ, nhưng không ngăn được việc ngập nước. Lệnh bỏ tàu được đưa ra và chỉ 12 phút sau, nó lật úp qua mạn phải và đắm với đuôi chìm trước. Các tàu đổ bộ LCS(L)(3)-86 và LCS(L)(3)-122 đã trợ giúp vào việc cứu hộ, và sau đó cứu vớt những người sống sót. Điều kỳ diệu là tổn thất của con tàu không có người nào tử trận. Tên của William D. Porter được cho rút khỏi danh sách Đăng bạ Hải quân vào ngày 11 tháng 7 năm 1945.

## Phần thưởng
William D. Porter được tặng thưởng bốn Ngôi sao Chiến trận do thành tích phục vụ trong Thế Chiến II.